# Изоморфизм (кристаллохимия)
Изоморфизм (от др.-греч. ἴσος — «равный, одинаковый, подобный» и др.-греч. μορφή — «форма») — свойство элементов замещать друг друга в структуре кристалла. Изоморфизм возможен при одинаковых координационных числах атомов, а в ковалентных соединениях при тождественной конфигурации связей. Степень совершенства (при данных температуре и давлении) изоморфизма определяется близостью межатомных расстояний, состоянием химической связи и строением электронной оболочки атомов.
Термин предложен Эйльхардом Мичерлихом в 1819 году для обозначения внешнего сходства кристаллической формы у веществ, родственных по химическому составу.

## Описание явления
При изоморфизме ионы (атомы) одного элемента замещают в кристаллической постройке минерала ионы (атомы) другого элемента.
В более сложных случаях замещение происходит не между отдельными ионами (атомами), а между группами, комплексами ионов. Изоморфные замещения могут происходить как между ионами с одинаковой валентностью, так и между разновалентными ионами. В соответствии с этим выделяют изовалентный и гетеровалентный изоморфизм.
При изовалентном изоморфизме в структуре минерала замещаются ионы равной валентности.
При гетеровалентном изоморфизме в кристаллической решётке замещаются ионы разной валентности. При этом важным условием является выравнивание электростатического баланса соединения, которое может происходить следующими путями:
1. Помимо гетеровалентного замещения двух элементов происходит ещё дополнительное изоморфное замещение других двух элементов. Оба эти замещения дают суммарный эффект, при котором баланс электрических зарядов не меняется.
2. Выравнивание электрического баланса изоморфной смеси может осуществляться также за счёт замещения неодинакового числа ионов, как это происходит в слюдах.
3. В том случае, когда решётка кристалла обладает вакантными местами, компенсация зарядов при гетеровалентном изоморфизме осуществляется дополнительными ионами. В итоге один ион большей валентности замещается двумя ионами, сумма валентностей которых равна валентности первого иона. Этот вид гетеровалентного изоморфизма широко распространён в роговых обманках.

Помимо изовалентного и гетеровалентного изоморфизма некоторые авторы выделяют ещё особый вид изоморфизма, при котором в кристаллическую решётку одного вещества оказываются включенными слои или блоки другого вещества субмикроскопических размеров. Однако следует подчеркнуть, что если первые два вида изоморфизма дают продукты в виде твёрдых растворов, принципиально сопоставимых с обычными жидкими растворами по степени их гомогенности, то предлагаемый особый вид изоморфизма, строго говоря, должен быть сопоставлен скорее с коллоидными системами, чем с обычными растворами.
Комплекс причин, от которых зависит характер изоморфизма, его направленность и интенсивность можно разделить на две группы: причины внешние и внутренние. К внешним причинам относятся температура, давление и концентрация вещества в определённой среде, к внутренним - свойства самих элементов, участвующих в изоморфизме, особенности строения и размеров их атомов (ионов) и состояния кристаллической постройки, в которой происходит замещение. К внутренним факторам изоморфизма относятся ионные (атомные) радиусы, поляризационные свойства ионов, удельные заряды ионов, потенциалы ионизации и функция электрического поля, энергия кристаллической решётки, электроотрицательность элементов.
Изоморфизмом в кристаллохимии называют два несколько разных явления:
Изоструктурными называются вещества с одинаковой кристаллической структурой. Изоморфными — те изоструктурные вещества, которые состоят из химически схожих компонентов. Это близость структуры и формы кристаллов различного (но родственного) химического состава. В этом смысле изоструктурными можно назвать NaCl, MgO и FeN, а изоморфными MgO и FeO. Изоморфизм структур вместе с другими важнейшими категориями кристаллохимии: полиморфизмом, морфотропией и структурной гомологией является важнейшим свойством кристаллических решёток.
С другой стороны, термином «изоморфизм» обозначается явление взаимозамещения атомов и иных структурных единиц в кристаллических фазах переменного состава. Такие вещества также называют изоморфными смесями или твердыми растворами. В этом смысле понятие изоморфизма употребляется гораздо чаще.

## Типы изоморфных растворов
Растворы замещения — один из наиболее распространённых типов соединений переменного состава.
Изоморфизм с заполнением пространства происходит, когда кроме замещающегося атома в позицию входят дополнительные атомы, располагающиеся в дополнительных позициях решётки.
Растворы внедрения (твёрдые растворы второго рода) это растворы, в которых атомы примеси не замещают атомы минерала хозяина, а располагаются в промежутках между ними. Растворяющиеся атомы входят в промежутки между атомами матрицы, статистически заселяя новую не занятую ранее позицию. Иногда атомы матрицы называют узлами и тогда говорят, что примесь входит в междоузлия. Растворимость по типу внедрения обычно невелика — порядка нескольких процентов и лишь в редких случаях достигает 10 %. В растворах замещения необходимое условие — схожий характер связи с различных компонентах. В растворах внедрения тип связи может быть совершенно иным.
Встречается в тех случаях, когда размеры атомов обоих компонентов значительно различаются. Он особенно характерен для систем металл — неметалл, причём размер атома неметалла значительно меньше, чем размер атома металла. Наименьшие атомы будут у следующих элементов: H (0,46), N (0,71), C (0,77). Они часто образуют с металлами твёрдые растворы второго рода, носящие названия гидридов, нитридов и карбидов. Многие из них являются тугоплавкими твердыми сплавами и широко применяются в промышленности.
Классический пример раствора внедрения — аустенит. Это раствор углерода в γ-модификации железа. В качестве растворов внедрения можно рассматривать силикаты с полостями и каналами, в которые входит переменное количество различных ионов. Например в берилле в каналы могут входить ионы и вода.
Другой замечательный пример раствора включения: образование гидридов некоторых металлов, в особенности палладия. Палладий может растворять огромное количество водорода, в несколько раз превышающее его объём. Водород отдает свой электрон металлу и он обобществляется. Лишённый электрона водород превращается в исключительно мелкий ион, который распределяется по междоузлиям палладиевой решётки, не искажая её.
Растворы вычитания — фазы переменного состава, в которых при наличии устойчивой решётки одного из компонентов, содержание другого компонента варьирует, так как он замещается вакансиями. Такие структуры называют дефектными или дефицитными.
В качестве примера фазы вычитания можно привести пирротин, в котором наблюдается нестехиометричное соотношение железа и серы.

## Законы изоморфизма

### ЗаконГольдшмидта. Правило диагонального изоморфизма, ограничение по электроотрицательности
Для того чтобы элементы замещали друг друга должно выполняться несколько условий. В первую очередь должно выполняться так называемое правило Гольдшмидта, которое постулирует, что изоморфизм возможен только между ионами, размер которых различается не больше чем на 10-15 %. Однако этого недостаточно для изоморфного замещения атомов. Натрий и медь имеют очень близкие по размеру ионы, но почти никогда не образуют значительных изоморфных замещений. Причина этого в большой разнице электроотрицательностей этих элементов. Поэтому второе условие изоморфизма формулируется следующим образом: твёрдые растворы возможны, если разница электроотрицательностей меньше 0,4
Впрочем, известны примеры, когда близкие по размеру ионы не замещают друг друга. Так, классические ионные радиусы Na и Cu практически одинаковы, около 1 Å, и нет геометрических препятствий для взаимных замещений между этими ионами. В таких случаях причиной несмесимости, то есть невозможности образовать твёрдый раствор, является разный характер химической связи в соединениях Na и Cu, так как разность их электроотрицательностей составляет 0,9. И если в первом случае образуются чисто ионные связи, то во втором частично ковалентный характер связи становится весьма существенным. Подобны же причины несмесимости в твёрдом состоянии близких по размеру атомов Ca и Hg, Sr и Pb, K и Ag и др.

### Диагональный изоморфизм
В таблице Менделеева с движением вниз по столбцам и вправо по строкам размер ионов увеличивается. соответственно на элементы, которые расположены по диагонали к друг другу действует два противоположно направленных фактора: увеличивается заряд и уменьшается радиус иона. В результате радиус иона изменяется на 6—10 %. Такие параметры идеально подходят для гетеровалентного изоморфизма. Первым эту закономерность заметил Ферсман, и сформулировал правило диагонального изоморфизма.
Элементы, расположенные в клетках, расположенных по диагонали, ниже и правее, часто гетеровалентно замещают ионы. Исключением являются элементы 6-го ряда, радиус которых благодаря лантаноидному сжатию сокращается до величин, наиболее подходящих для изоморфизма.
Свойства кристаллов с изоморфными рядами постепенно меняются от одного компонента к другому. Закон Вегарда утверждает, что размер элементарной ячейки пропорционален содержанию компонентов. Аналогично, правило Ретгерса утверждает, что плотность изоморфной смеси пропорциональна составу.

## Упорядоченность твёрдых растворов
Возможно четыре варианта упорядоченности замещающих атомов:
1. Распределение атомов совершенно произвольно, вероятность встретить «белый» и «чёрный» атомы в любой точке кристаллической структуры пропорциональна относительному количеству тех и других атомов. Этот случай соответствует полной неупорядоченности.
2. Имеется упорядоченность в ближайших координационных сферах — упорядоченность ближнего порядка. Не найдется ни одной пары «чёрных» атомов, располагающихся на кратчайшем друг к другу расстоянии {\displaystyle a} или же на расстоянии {\displaystyle a{\sqrt {2}}}. Все имеющиеся сведения о тонком строении твёрдых растворов указывают на то, что именно такое расположение характеризует подавляющее большинство твёрдых растворов.
3. Кроме ближнего порядка наблюдается и дальний порядок. Однако он не достигает 100 %. Большинство интерметаллических соединений характеризуется именно такой степенью упорядоченности, причём её часто выражают определённым процентом от идеальной упорядоченности.
4. Взаимное расположение разносортных атомов в пространстве полностью упорядочено. Практически при таком распределении образуется новое соединение промежуточного состава. Примером можно назвать доломит — промежуточное соединение между магнезитом и кальцитом. Таковы структуры многих неорганических соединений.

Можно отметить, что резких границ между твёрдым раствором и соединением не существует. Упорядоченные твёрдые растворы и не полностью упорядоченные соединения являются теми самыми случаями, которые обычно реализуются в природе и в лаборатории.